# Rosa Maria Calaf Solé
Rosa Maria Calaf Solé (Barcelona, 17 de juny de 1945) és una periodista catalana que ha desenvolupat bona part de la seva carrera professional a Televisió Espanyola.
Va néixer el 1945 a la ciutat de Barcelona i es va llicenciar en dret per la Universitat de Barcelona i en periodisme per la Universitat Autònoma de Barcelona. L'any 1970 va entrar a treballar a Televisió Espanyola (TVE) i des d'aquell moment es convertí en uns dels rostres més populars mitjançant el desenvolupament de les seves corresponsalies a Nova York, Moscou, Buenos Aires, Viena i Roma. L'any 1983 abandonà, momentàniament, Televisió Espanyola per esdevenir directora de programació de Televisió de Catalunya.
La seva última destinació fou la corresponsalia de la zona Àsia-Pacífic, destacant la cobertura que va realitzar sobre els Jocs Olímpics d'Estiu de 2008 realitzats a Pequín (Xina). El novembre de 2008 s'acollí a la política de jubilacions impulsada per TVE i abandonà el seu càrrec professional en aquesta cadena l'1 de gener de 2009, esdevenint presidenta del Centre Internacional de Premsa de Barcelona. L'octubre de 2011 començà una nova etapa televisiva al canal 13 TV, com a col·laboradora de l'espai d'Inés Ballester, Te damos la mañana.
Al llarg de la seva carrera ha estat guardona amb el Premi Ondas a la millor tasca professional (2001) i el premi Ofici de Periodista concedit pel Col·legi de Periodistes de Catalunya (2003) i el V Premi José Couso de Llibertat de Premsa (2009). El juny de 2009 fou guardonada amb el Premi Nacional de Periodisme que concedix la Generalitat de Catalunya per la seva «dilatada i exemplar trajectòria com a reportera internacional a TVE». L'any 2016 va obtenir el Premi a la Trajectòria Periodística de l'Associació de Dones Periodistes de Catalunya. L'any 2025 va rebre la Creu de Sant Jordi, atorgada per la Generalitat de Catalunya, com a reconeixement a la seva tasca.
L'any 2008 fou investida doctora honoris causa per la Universitat Rovira i Virgili de Tarragona, el 2010 per la Universitat Miguel Hernández d'Elx i el 2014 per la Jaume I de Castelló.